# Godofredo I de Baja Lotaringia

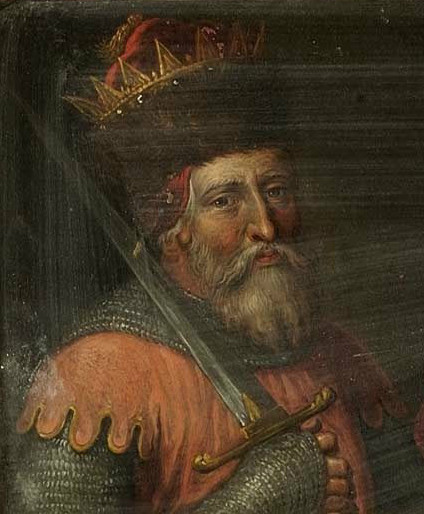
Godofredo I de Baja Lotaringia

Godofredo I de Baja Lotaringia, también Godofredo de Verdún, nacido hacia 965, fallecido en 1023, fue un conde de Verdún (Godofredo II, 1002-1012), luego un duque de Baja Lotaringia (Godofredo I, 1012-1023). Era hijo de Godofredo I el cautivo, conde de Verdún, y de Matilde de Sajonia. 
Sucedió a su padre en Verdún. En 1012, a la muerte de Otón de Baja Lotaringia, el emperador Enrique II el Santo le puso a la cabeza del ducado bajo la recomendación del obispo de Cambrai Gerardo I. Esta elección se debió a dos circunstancias: se trataba de reforzar la frontera occidental del Sacro Imperio enfrente del reino de Francia, pacificando el ducado. Godofredo, originario de la Alta Lotaringia, no había tomado parte en las luchas de la aristocracia de la Baja Lotaringia, y había permanecido fiel de los emperadores otonianos. Por otro lado beneficiaba a sus hermanos Gotelón, marqués de Anvers, y Herman, marqués de Ename.
Confió el condado de Verdún en 1012 a su hermano Federico. Su elección en Baja Lotaringia suscitó celos, y debió combatir a Lamberto I de Lovaina cuñado del antiguo duque, y Rainiero V, conde de Mons, sobrino de Lamberto. Godofredo los derrotó en Florennes el 12 de septiembre de 1015: Lamberto murió y Reinaldo tuvo que hacer la paz, se casó con Matilde, una sobrina de Godofredo, y recibió en dote el condado de Henao. 
Tuvo que combatir al conde de Metz Gerardo y le infligió el 27 de agosto de 1017 una derrota, a pesar de su inferioridad numérica. Al año siguiente, a continuación de la dieta de Nimega, el emperador Enrique II el encargó castigar al conde felón Teodorico III, pero fue vencido en la batalla de Vlaardingen, hecho prisionero aunque pronto liberado. Godofredo murió sin hijos en 1023, y su hermano menor Gotelón lo sucedió.